# Hoka One One

Animation d'une chaussure Hoka One One

Hoka One One est un équipementier sportif, français à son origine, spécialiste des chaussures de sport pour le trail running, puis la course de fond et l'athlétisme. L'entreprise est créée en 2009 vers Annecy par deux passionnés de course en montagne, Jean-Luc Diard et Nicolas Mermoud, rejoints par Sébastien Mazars, et par Christophe Aubonnet, concepteur chez Salomon. 
Hoka One One est racheté par le groupe américain Deckers Outdoor Corporation le 1er avril 2013 et la vente reste confiée à Deckers France SAS.

## Historique

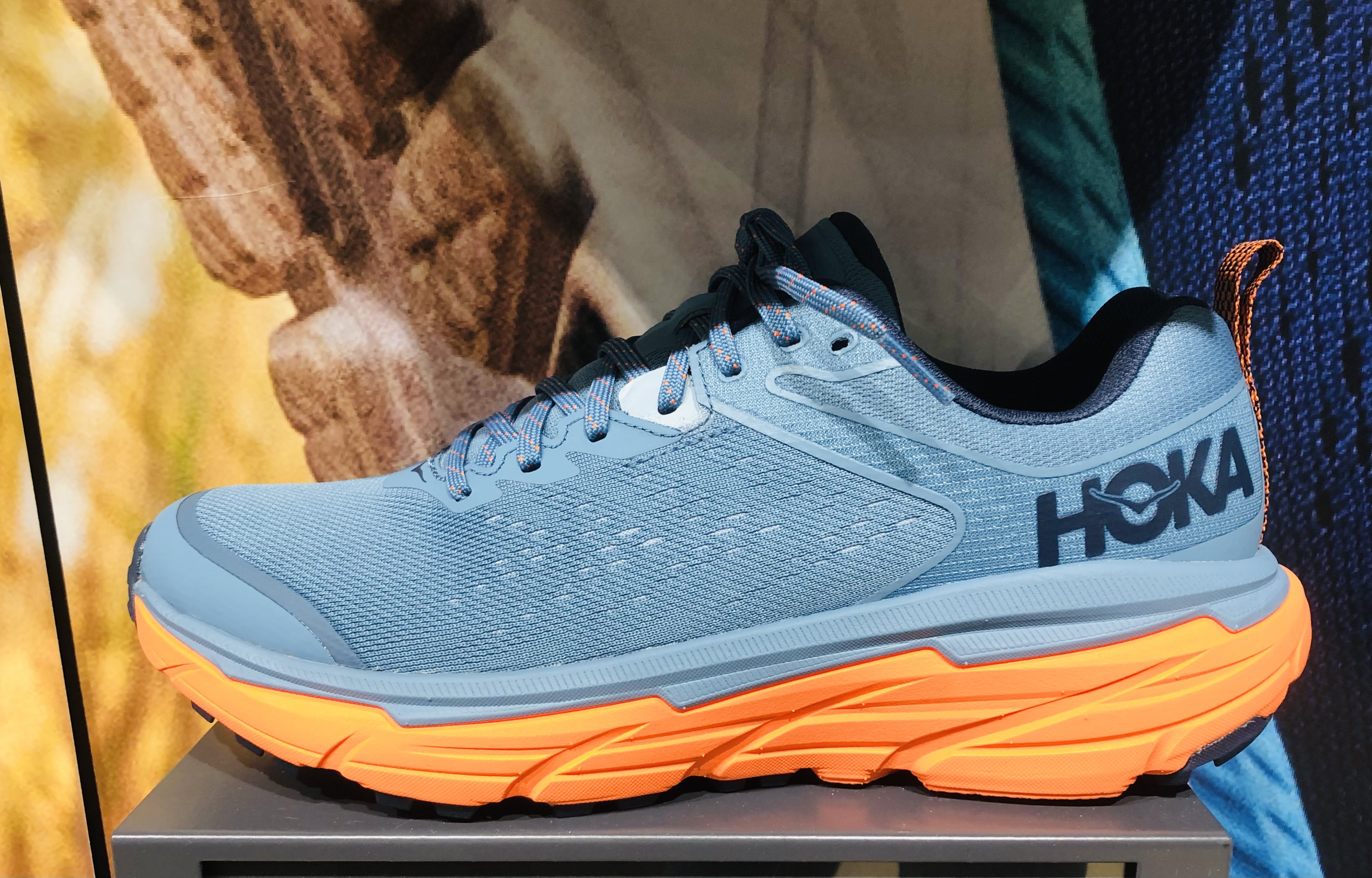
Hoka OneOne Challenger ATR 6.

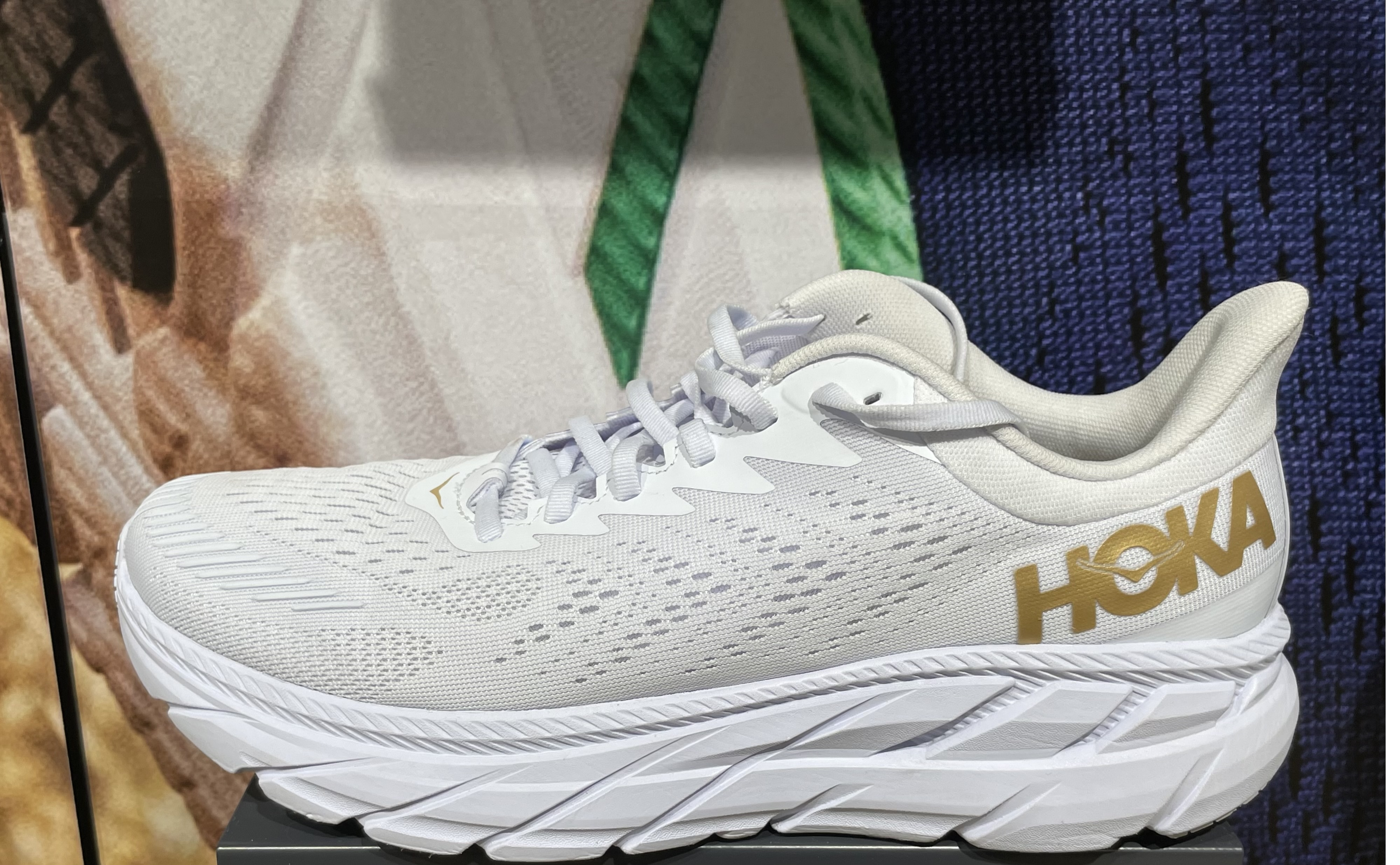
Hoka M Clifton 7

« Hoka One One » signifie littéralement « planer sur terre » en maori, ce qui correspond à la spécificité des chaussures de la marque : leurs semelles imposantes sont censées procurer un amorti important tout en restant légères,. Cette semelle reste d'ailleurs le principal point de distinction stylistique par rapport aux concurrents historiques que sont Asics ou Nike dans le domaine de la course, avec la forme incurvée de ses chaussures ainsi que l'usage de couleurs vives,. Lors de son lancement, ces points clefs vont à l'encontre du marché préférant alors les chaussures minimalistes, sauf en ce qui concerne le drop (différence d’épaisseur entre l'avant et l'arrière de la semelle) qui est faible (moins de 6 mm). Ce qui a participé à l'émergence de l'expression « chaussure maximaliste » dans certains médias traitant de la course à pied[source secondaire souhaitée]. 
Peu de temps après la création de l’entreprise, le distributeur américain Boulder Running Company référence la marque au sein de ses magasins. Quelques années plus tard, Hoka One One est acheté par Deckers Outdoor Corporation (en). Ainsi, en 2016, les États-Unis représentent les deux tiers des ventes de la marque qui produit annuellement deux millions de paires.
Dans les années 2020, Hoka devient une marque lifestyle à la mode. Le média Highsnobiety compare l'ascension de la marque française à la mauvaise passe du géant Nike et explique : « En 2020, Hoka est devenu cool parce qu'elle ne l'était justement pas. Nike était cool. Hoka était pour les pères de famille. C'est ce qui a rendu Hoka cool. […] L'ascension de Hoka s'est concrétisée à l'été 2024, lorsqu'elle a ouvert son premier magasin phare sur la 5e avenue de New York, à cinq minutes de l'un des plus grands magasins Nike d'Amérique. »

## Sponsoring
Elle sponsorise plusieurs coureurs d'ultra-trail, parmi lesquels Darcy Piceu Africa, Francesca Canepa, Devon Crosby-Helms, Nikki Kimball, Magdalena Lewy-Boulet, Karl Meltzer, Manikala Rai, Julien Chorier et Jim Walmsley,.
En 2016, le Team Trail Hoka est la première équipe à remporter l'UTMB en catégories masculine et féminine, avec Ludovic Pommeret et Caroline Chaverot,.

### Presse
- Antonin Gouze, « Hoka One One, la chaussure de course à la française », L'Express, no 3435,‎ 3 mai 2017, p. 87 (ISSN 0014-5270, lire en ligne, consulté le 12 mars 2019)
- Dominique Chapuis, « Les baskets Hoka One One, la pépite française de l'outdoor », sur lesechos.fr, 10 novembre 2016